# Joey Fatone
Joey Fatone, właśc. Joseph Anthony Fatone Jr. (ur. 28 stycznia 1977 w Nowym Jorku) – amerykański piosenkarz i aktor, był członkiem boysbandu *NSYNC.

## Życiorys
Ma pochodzenie włoskie. Jest najmłodszym z trojga dzieci aktora i muzyka Joseph Anthony Fatone, Sr. i Phyllis, ma starszą siostrę Janine i starszego brata Stevena. Kiedy miał trzynaście lat, jego rodzina przeprowadziła się do Orlando, na Florydzie, gdzie ukończył szkołę średnią Dr. Phillips High School. Pojawił się w telewizyjnym programie The Star Spangled Banner. Podjął pracę przy Universal Studios, występował w popularnym programie dla dzieci i młodzieży Klub Myszki Miki. W latach 1996–2002 nagrywał i występował z boysbandem *NSYNC.
Debiutował na dużym ekranie w komediodramacie Przedstawienie (Matinee, 1993) u boku Johna Goodmana. Można go było dostrzec na małym ekranie w serialu NBC Dotyk anioła (Touched by an Angel, 1999). Wystąpił w kinowych produkcjach takich jak Jack Taylor (Longshot, 2000) z Hunter Tylo i Antonio Sabato Jr., komedii Przystanek miłość (On the Line, 2001), komedii romantycznej Moje wielkie greckie wesele (My Big Fat Greek Wedding, 2002) u boku Johna Corbetta, melodramacie Cooler (The Cooler, 2003) z Alekiem Baldwinem i Marią Bello oraz ekranizacji klasycznej baśni muzycznej Czerwony Kapturek (Red Riding Hood, 2004) jako wilk u boku Henry’ego Cavilla i Debi Mazar.
Od 5 sierpnia do 22 grudnia 2002 na scenie Broadwayu odtwarzał rolę Marka Cohena w musicalu Czynsz (Rent) zainspirowanym operą Giacoma Pucciniego Cyganeria. Od 2 października 2003 do 22 sierpnia 2004 grał postać Seymoura w broadwayowskim musicalu Mały sklepik z horrorami (Little Shop of Horrors).
Od 19 marca do 2 czerwca 2007 roku brał udział w amerykańskim programie rozrywkowym Taniec z gwiazdami, w którym zajął 2 miejsce.

## Życie prywatne
Spotykał się z wrestlerką Joanie Laurer i gwiazdą porno Kendrą Jade. W dniu 9 września 2004 poślubił Kelly A. Baldwin. Mają dwie córki: Briannę (ur. 21 marca 2001) i Kloey Alexandrę (ur. 11 stycznia 2010).